# Eric Palante
Eric Palante (Vaux-sous-Chèvremont, 21 de enero de 1963–provincia de Catamarca, 9 de enero de 2014) fue un motociclista belga de rally raid, conocido por sus numerosas participaciones en el Rally Dakar. Tomó la salida en once ediciones de la prueba, la última en 2014, compitiendo como piloto privado en la categoría sin asistencia llamada «malle-moto». Falleció durante la quinta etapa del Dakar 2014; la autopsia determinó que la causa de la muerte fue una hipertermia intensa.

## Biografía
Nacido en Vaux-sous-Chèvremont, en la provincia de Lieja, Palante se formó como profesor de historia y francés, fundó una empresa de limpieza industrial y era padre de cinco hijos. Vivía en Jeneffe. Inició su relación con el desierto a finales de los años 1990 y debutó en el Dakar en 2003, edición en la que terminó 69.º en Sharm el-Sheij.

## Carrera deportiva
Compitió como piloto privado en el Dakar, con especial dedicación a la categoría «malle-moto» (sin asistencia), que reúne a motociclistas que realizan por sí mismos la mecánica y la logística. En 2012 logró su mejor clasificación general, 66.º en motos. En 2014 tomó la salida nuevamente con una Honda CRF450X preparada por él mismo.

## Fallecimiento
Durante la quinta etapa del Dakar 2014, entre Chilecito y San Miguel de Tucumán, la organización inició su búsqueda tras no registrarse su paso por los controles y halló su cuerpo en el kilómetro 143 de la especial a la mañana siguiente; no se había recibido ninguna señal de socorro del dispositivo de emergencia y el piloto llevaba agua consigo. Diversos medios reportaron que el hallazgo lo realizó el denominado «camión escoba» de la organización. La autopsia concluyó que Palante falleció por hipertermia intensa.